# بهارستان (بدخشان)
بهارستان (به لاتین: Baharestan) یک منطقهٔ مسکونی در افغانستان است که در ولایت بدخشان واقع شده‌است.